# محوطه سینگه قلعه کاپوت
محوطه سینگه قلعه کاپوت مربوط به سدهٔ ۴ تا ۸ ه.ق است و در شهرستان خوی، بخش صفائیه، روستای کاپوت واقع شده و این اثر در تاریخ ۱۷ اسفند ۱۳۸۱ با شمارهٔ ثبت ۷۸۲۷ به‌عنوان یکی از آثار ملی ایران به ثبت رسیده است.